# Dobromirovo
Dobromirovo (makedonska: Добромирово) är en fornlämning i Nordmakedonien. Den ligger i kommunen Demir Hisar, i den sydvästra delen av landet, 90 kilometer söder om huvudstaden Skopje.